# Dassault MD.610 Cavalier
Le Dassault MD.610 Cavalier était un avion de combat à décollage et atterrissage vertical, conçu au début des années 1960 par la société Générale aéronautique Marcel Dassault (GAMD).